# Orbea semitubiflora
Orbea semitubiflora är en oleanderväxtart som först beskrevs av Leonard Eric Newton, och fick sitt nu gällande namn av P.V. Bruyns. Orbea semitubiflora ingår i släktet Orbea och familjen oleanderväxter. Inga underarter finns listade i Catalogue of Life.